# Gymnoscopelus microlampas
Gymnoscopelus microlampas är en fiskart som beskrevs av Hulley, 1981. Gymnoscopelus microlampas ingår i släktet Gymnoscopelus och familjen prickfiskar. Inga underarter finns listade i Catalogue of Life.